# Йоганн Агрікола
Йоганн Агрікола, Йоганн Шнайдер (нім. Johannes Agricola, Schneider, Schnitter, лат. Agricola: Bauer, 20 квітня 1492, Айслебен — 22 вересня 1566, Берлін) — німецький проповідник, один з лідерів Реформації, сподвижник Мартіна Лютера.

## Життєпис
З 1515 року жив й навчався у Віттенберзі, приєднався незабаром до Мартіна Лютера, у 1519 році супроводжував його на лейпцизький диспут і в 1525 році був відправлений у Франкфурт-на-Майні, щоб за бажанням тамтешнього магістрату встановити в цьому місті чин протестантське богослужіння. Після повернення звідти він був учителем і парафіяльним священиком в Айслебені і 1536 року зайняв професорську кафедру у Віттенберзі, де відбувалася розпочата ним ще раніше антиномістська суперечка з Лютером і Філіппом Меланхтоном. Ця сварка спонукала його в 1536 році переселитися у Берлін, де бранденбурзький курфюрст Йоахім II призначив його придворним проповідником і генерал-суперінтендентом. Агріколі приписують провідну роль при підготовці Аугсбурзького інтериму.
Агрікола помер у Берліні після різноманітної діяльності з розповсюдження протестантського вчення в бранденбурзьких володіннях. Крім багатьох богословських творів він залишив після себе справжній національний твір «Загальні німецькі прислів'я з їх інтерпретаціями» (нім. «Die gemeinen deutschen Sprichwörter mit ihrer Auslegung»), який вийшов спершу нижньонімецькою мовою (Магдебург, 1528), а незабаром і верхньонімецькою (Нюрнберг, 1629); згодом виданий під заголовком «750 німецьких притч» (нім. «Siebenhundert und Fünfzig Deutscher Sprichwörter») (Гагенау, 1534) і кілька разів передруковувався. За патріотичним духом, твердою мораллю і виразною мовою цим збіркам належить одне з перших місць серед німецьких творів того часу.
Крім тог, Агрікола написав кілька церковних співів і «Трагедію Яна Гуса» (лат. «Tragedia Johannes Huss») (Віттенберг, 1538), а також переклав прозою «Дівчину з острова Андроса» («Andria») Теренція (Берлін, 1543).